# Maurizio Mannelli
Maurizio Mannelli (Roma, 1º gennaio 1930 – Napoli, 24 maggio 2014) è stato un pallanuotista italiano, vincitore di una medaglia di bronzo all'Olimpiade di Helsinki 1952, oltre che di un bronzo agli Europei di Torino 1954 e di un oro ai Giochi del Mediterraneo 1955. Con la Canottieri Napoli vinse lo scudetto nel 1951 e nel 1958, mentre con la Roma conquistò il titolo nel 1953.